# Ramón Méndez (militaire)
Pour les articles homonymes, voir Mendez.
Le général Ramón Méndez (1829-1867) est un militaire mexicain qui participe à trois conflits : la révolution d'Ayutla, la guerre de réforme et l'expédition du Mexique.
Le 16 septembre 1865, José María Arteaga et Carlos Salazar concluent une paix définitive à Tacámbaro. À partir de ce moment, ils unissent leurs forces afin de faire face aux forces militaires impérialistes du général Ramón Méndez.
Durant les actions militaires, les généraux José María Arteaga et Carlos Salazar sont capturés à Santa Ana Amatlán par Ramón Méndez, et sont fusillés à Uruapan le 21 octobre avec l'aval de l'empereur Maximilien. Méndez participe à la retraite de Querétaro, en étant capturé peu après. Le général Ramón Méndez est immédiatement passé par les armes sans jugement préalable en représailles aux exécutions d'Arteaga et Salazar le 19 juin 1867.